# خوارزمية التلبيد الآمنة 3
خوارزمية التلبيد الآمنة الثالثة (بالإنجليزية: Secure Hash Algorithm 3)‏ اختصاراً SHA-3، هي أحدث عضو في مجموعة معايير خوارزميات التلبيد الآمنة. أصدرها المعهد الوطني للمعايير والتقانة في 5 أغسطس 2015. تعتمد خوارزمية التلبيد الآمنة الثالثة على بدئيات التعمية المسماة كيتشاك (Keccak ) التي صممها جويدو بيرتوني وجوان دايمن ومايكل بيترز وجيل فان آش.